# Forschungsmuseum
Als Forschungsmuseum wird ein Museum bezeichnet, das sich gleichberechtigt zu seinen musealen Aufgaben eigener Forschungstätigkeit widmet. In einigen dieser Einrichtungen werden zusätzlich Arbeiten zur Museologie durchgeführt.
Forschungsmuseen sind besonders in solchen Fächern verbreitet, deren Feldarbeit Ausstellungsexponate liefern kann, das sind beispielsweise Archäologie, Paläontologie, Biologie und Mineralogie.
Beispiele für Forschungsmuseen in Deutschland sind das Senckenberg-Museum in Frankfurt, das Römisch-Germanische Zentralmuseum in Mainz, das Deutsche Bergbau-Museum in Bochum und das Germanische Nationalmuseum in Nürnberg, die in der Leibniz-Gemeinschaft organisiert sind. Bekannte Forschungsmuseen in anderen Staaten sind das Ungarische Naturwissenschaftliche Museum und das British Museum.
Der Leibniz-Gemeinschaft gehören acht explizit als Forschungsmuseen bezeichnete Museen an.